# Konstruktive Kritik (Band)
Konstruktive Kritik war ein deutscher Hip-Hop-Act der 1990er Jahre, der aus den MCs "Splinter" (Stephen Noll), "Sloty" (Thomas Lesciorz) und "Stress" (Marcel Saibert) bestand.

## Geschichte
Die Bandmitglieder stammen aus Düsseldorf, bewegten sich aber in der Kölner Hip-Hop-Szene. Um das vom Aussterben bedrohte Medium der Vinyl-Platte zu retten, beteiligte sich die Band 1994 an der Seite namhafter Hip-Hop-Größen wie Grandmaster Flash an dem Projekt "Schützt die Rille".
Das von iGadget produzierte Album "Kühl" gilt als wichtiger Beitrag zum Deutschrap und wurde einem größeren Publikum durch die Single "Zwei Städte am Rhein" bekannt, welche in Kollaboration mit dem Kölner Rapper "Tatwaffe" entstand. Die Single gilt als der erste dreisprachige Rap-Song der deutschen Hip-Hop-Geschichte (Deutsch/Englisch/Polnisch). Das surreal anmutende Albumdesign von "Kühl" wurde von der Künstlerin Johanna Noll-Hauck entworfen. Die Gruppe wurde am 2. Oktober 1995 in der VIVA-Sendung Freestyle mit Musikvideo, Interview und Live-Performance vorgestellt.
Sowohl Stephen Noll als auch Thomas Lesciorz waren zudem Mitglieder der Hip-Hop-Gruppe Fresh Familee.
MC Sloty firmiert seit 2001 unter dem Namen "Jim Dunloop" und veröffentlichte mit Marc Hype bei dem Label "Melting Pot Music" mehrere Vinyl-Platten wie "Point Blank" und "Stamp out Reality".

## Diskografie
Studioalben
- 1994: Kühl (Köln Massive)[6]

Gastbeiträge
- 1993: Die deutsche Reimachse: 100% Positiv[7]
- 1994: Schützt die Rille (Köln Massive)[8]